# Polyscytalum truncatum
Polyscytalum truncatum är en svampart som beskrevs av B. Sutton & Hodges 1977. Polyscytalum truncatum ingår i släktet Polyscytalum, divisionen sporsäcksvampar och riket svampar.   Inga underarter finns listade i Catalogue of Life.